# 천상중학교
천상중학교(川上中學校)는 대한민국 울산광역시 울주군 범서읍 천상리에 위치한 공립 중학교이다.

## 학교 연혁
- 2004년 12월 28일 : 천상중학교 설립 인가
- 2005년 3월 1일 : 초대 차재권 교장 취임
- 2005년 3월 4일 : 제1회 입학식 거행(350명)
- 2008년 2월 16일 : 제1회 졸업식 거행(333명)
- 2021년 8월 24일 : 제6대 강창규 교장 취임
- 2023년 1월 11일 : 제16회 졸업식(졸업생수 351명)
- 2023년 3월 2일 : 제19회 입학식(입학생수 284명)

## 참고 자료
- 천상중학교 - 한국교육학술정보원 학교알리미